# محمد قدوس
محمد قدوس (بالإنجليزية: Mohammed Kudus) (مواليد 2 أغسطس 2000) هو لاعب كرة قدم غاني يلعب مع نادي توتنهام هوتسبير و‌منتخب غانا لكرة القدم في مركز خط الوسط.

## روابط خارجية
- محمد قدوس على موقع الاتحاد الأوربي (الإنجليزية)
- محمد قدوس على موقع قاعدة بيانات كرة القدم.إي يو (الإنجليزية)
- محمد قدوس على موقع ناشيونال فوتبول تيمز (الإنجليزية)
- محمد قدوس على موقع Soccerbase.com (لاعب) (الإنجليزية)
- محمد قدوس على موقع Soccerway.com (الإنجليزية)
- محمد قدوس على موقع عالم كرة القدم.نت (الإنجليزية)